# Rallentando
Rallentando és una expressió italiana, que traduïda literalment vol dir "frenant", "afluixant". Aquesta indicació es refereix a la progressiva pèrdua de velocitat en la interpretació d'una obra. Es tracta, per tant, d'una variació del seu tempo original, i s'indica normalment ubicant allà on comenci a disminuir la velocitat de la interpretació l'abreviació rall., normalment a sota el pentagrama.
Si cal reprendre el tempo original, allà on convingui s'utilitza l'expressió a tempo al damunt del pentagrama.
Existeixen altres indicacions de variació del tempo, com són les més habituals ritardando o accelerando, entre d'altres.